# Kirill Safronov
Pour les articles homonymes, voir Safronov.
Kirill Alekseïevitch Safronov - en russe : Кирилл Алексеевич Сафронов - (né le 26 février 1981 à Leningrad en URSS) est un joueur professionnel russe de hockey sur glace.

## Carrière en club
En 1996, il commence sa carrière avec son club formateur du SKA Saint-Pétersbourg en Superliga. Il est repêché par les  Coyotes de Phoenix en 1e ronde, 19e au total, au repêchage d'entrée dans la LNH 1999. Il part alors en Amérique du Nord. Après une saison dans la Ligue de hockey junior majeur du Québec, il passe professionnel dans la ligue américaine avec les Falcons de Springfield. En 2001, il joue un match avec les Coyotes avant d'être échangé aux Thrashers d'Atlanta le 19 mars 2002 avec les droits de Rouslan Zaïnoulline et d'un choix de cinquième ronde au repêchage 2002 (Patrick Dwyer) en retour de Darcy Hordichuk et des choix de quatrième (Lance Monych) et cinquième ronde (John Zeiler) en 2002. Assigné aux Wolves de Chicago, il remporte la Coupe Calder. Le 2 décembre 2003, il est envoyé avec Simon Gamache aux Predators de Nashville en retour de Ben Simon et Tomáš Klouček. En 2004, il est de retour au pays. Depuis 2005, il de retour dans le club de sa ville natale.

## Carrière internationale
Il a représenté l'Équipe de Russie en sélection jeune.

## Trophées et honneurs personnels
- Ligue de hockey junior majeur du Québec
  - 2000 : remporte le trophée Raymond-Lagacé.
  - 2000 : élu dans l'équipe des recrues.

## Statistiques

### En club
| Saison     | Équipe                  | Ligue         |    | Saison régulière | Saison régulière | Saison régulière | Saison régulière | Saison régulière |    | Séries éliminatoires | Séries éliminatoires | Séries éliminatoires | Séries éliminatoires | Séries éliminatoires |
| Saison     | Équipe                  | Ligue         | PJ | B                | A                | Pts              | Pun              | PJ               | B  | A                    | Pts                  | Pun                  |                      |                      |
| 1996-1997  | SKA Saint-Pétersbourg   | Superliga     | 1  | 0                | 0                | 0                | 0                |                  |    |                      |                      |                      |                      |                      |
| 1998-1999  | SKA Saint-Pétersbourg 2 | Pervaïa Liga  | 35 | 1                | 1                | 2                | 26               |                  |    |                      |                      |                      |                      |                      |
| 1998-1999  | SKA Saint-Pétersbourg   | Superliga     | 35 | 1                | 1                | 2                | 26               | --               | -- | --                   | --                   | --                   |                      |                      |
| 1998-1999  | SKA Saint-Pétersbourg 2 | Vyschaïa Liga | 10 | 0                | 2                | 2                | 6                |                  |    |                      |                      |                      |                      |                      |
| 1999-2000  | Remparts de Québec      | LHJMQ         | 55 | 11               | 32               | 43               | 95               | 11               | 2  | 4                    | 6                    | 14                   |                      |                      |
| 2000-2001  | Falcons de Springfield  | LAH           | 66 | 5                | 13               | 18               | 77               | --               | -- | --                   | --                   | --                   |                      |                      |
| 2001-2002  | Falcons de Springfield  | LAH           | 68 | 3                | 19               | 22               | 26               | --               | -- | --                   | --                   | --                   |                      |                      |
| 2001-2002  | Coyotes de Phoenix      | LNH           | 1  | 0                | 0                | 0                | 0                | --               | -- | --                   | --                   | --                   |                      |                      |
| 2001-2002  | Wolves de Chicago       | LAH           | 8  | 0                | 2                | 2                | 2                | 25               | 2  | 6                    | 8                    | 8                    |                      |                      |
| 2001-2002  | Thrashers d'Atlanta     | LNH           | 2  | 0                | 0                | 0                | 2                | --               | -- | --                   | --                   | --                   |                      |                      |
| 2002-2003  | Wolves de Chicago       | LAH           | 44 | 4                | 15               | 19               | 29               | 9                | 1  | 2                    | 3                    | 4                    |                      |                      |
| 2002-2003  | Thrashers d'Atlanta     | LNH           | 32 | 2                | 2                | 4                | 14               | --               | -- | --                   | --                   | --                   |                      |                      |
| 2003-2004  | Wolves de Chicago       | LAH           | 21 | 1                | 4                | 5                | 8                | --               | -- | --                   | --                   | --                   |                      |                      |
| 2003-2004  | Admirals de Milwaukee   | LAH           | 59 | 4                | 16               | 20               | 41               | 21               | 0  | 6                    | 6                    | 20                   |                      |                      |
| 2004-2005  | Lokomotiv Iaroslavl     | Superliga     | 19 | 0                | 1                | 1                | 49               | --               | -- | --                   | --                   | --                   |                      |                      |
| 2004-2005  | Khimik Voskressensk     | Superliga     | 35 | 5                | 8                | 13               | 34               | --               | -- | --                   | --                   | --                   |                      |                      |
| 2005-2006  | SKA Saint-Pétersbourg   | Superliga     | 46 | 1                | 11               | 12               | 40               | 2                | 0  | 0                    | 0                    | 0                    |                      |                      |
| 2006-2007  | SKA Saint-Pétersbourg   | Superliga     | 46 | 2                | 3                | 5                | 68               | 3                | 0  | 0                    | 0                    | 2                    |                      |                      |
| 2007-2008  | SKA Saint-Pétersbourg   | Superliga     | 57 | 9                | 14               | 23               | 47               | 9                | 1  | 4                    | 5                    | 2                    |                      |                      |
| 2008-2009  | SKA Saint-Pétersbourg   | KHL           | 38 | 1                | 8                | 9                | 30               | 1                | 0  | 0                    | 0                    | 0                    |                      |                      |
| 2009-2010  | SKA Saint-Pétersbourg   | KHL           | 14 | 0                | 1                | 1                | 8                |                  |    |                      |                      |                      |                      |                      |
| 2010-2011  | Neftekhimik Nijnekamsk  | KHL           | 13 | 0                | 2                | 2                | 12               |                  |    |                      |                      |                      |                      |                      |
| 2011-2012  | Sibir Novossibirsk      | KHL           | 2  | 0                | 0                | 0                | 2                | 4                | 0  | 0                    | 0                    | 16                   |                      |                      |
| 2011-2012  | Sibir Novossibirsk      | KHL           | 48 | 0                | 6                | 6                | 30               | -                | -  | -                    | -                    | -                    |                      |                      |
| 2012-2013  | Sibir Novossibirsk      | KHL           | 15 | 0                | 0                | 0                | 22               | -                | -  | -                    | -                    | -                    |                      |                      |
| 2012-2013  | Iougra Khanty-Mansiïsk  | KHL           | 16 | 1                | 6                | 7                | 22               | -                | -  | -                    | -                    | -                    |                      |                      |
| 2013-2014  | Iougra Khanty-Mansiïsk  | KHL           | 6  | 0                | 0                | 0                | 0                | -                | -  | -                    | -                    | -                    |                      |                      |
| 2013-2014  | Lada Togliatti          | VHL           | 2  | 0                | 0                | 0                | 2                | -                | -  | -                    | -                    | -                    |                      |                      |
| 2013-2014  | HKm Zvolen              | Extraliga     | 7  | 0                | 2                | 2                | 6                | 4                | 0  | 0                    | 0                    | 6                    |                      |                      |
| 2014-2015  | Amour Khabarovsk        | KHL           | 48 | 1                | 12               | 13               | 39               | -                | -  | -                    | -                    | -                    |                      |                      |
| Totaux LNH | Totaux LNH              | Totaux LNH    | 35 | 2                | 2                | 4                | 16               |                  |    |                      |                      |                      |                      |                      |

### En équipe nationale
| Année | Compétition                          |   | PJ | B | A | Pts | Pun | +/-               |  | Résultat |
| 1999  | Championnat du monde moins de 18 ans | 7 | 0  | 1 | 1 |     | 28  | Sixième place     |  |          |
| 1999  | Championnat du monde junior          | 7 | 0  | 2 | 2 | +5  | 8   | Médaille d'or     |  |          |
| 2000  | Championnat du monde junior          | 7 | 0  | 3 | 3 | +5  | 6   | Médaille d'argent |  |          |